# 集会
集会（しゅうえ/しゅえ）とは、中世日本の寺院において僧侶達が寺院内部の意思決定のため行う合議・自治機関を指す。寺院集会・僧侶集会ともいう。

## 概要
仏教の経典にも、組織（僧伽/衆）の構成員による合議によって大事を決めることが書かれており、日本でも仏教とともに伝来した。ただし、古代においては僧尼令や僧綱など国家が定めた寺院・僧侶統制の仕組があり、実際に集会が合議機関として機能するのは、平安時代後期以後である。この時代には国家による寺院・僧侶統制が形骸化する一方で寺院が権門としての地位を獲得した時代でもあった。
集会には所属する寺院そのものあるいは僧侶の各集団の構造によって形態に違いが生じている。例えばその寺院の全構成員を集める満寺集会（まんじしゅうえ）に対して寺院を構成する個別の院家や身分階層ごとに構成される集会などが存在した。だが、その構造に差異はあっても、「多分の理」・「多分の評定」と呼ばれる無記名の多数決原理（「任道理就多分」）が必要とされ、僧伽以来の「一味和合」の精神を重要視した。そして、集会参加の有資格者が集会に出席することは法会への出席と並ぶ僧侶としての義務として考えられており、正当な理由の無い欠席は処罰の対象とされた。集会の決議は参会者を拘束するとともに、寺院法の法源として一山、時においては当該寺院を本所とする荘園をも規制するもので、その有効性を高めるために起請文の作成や一味神水などの儀式が併せて行われることもあった。寺院が重大な決定を行う際には集会決議を伴うのが通例であり、強訴などの直接行動を起こす際にも事前に集会決議が出されている。
荘園制の崩壊や統一政権の樹立によって寺院の自治機能が解体され、集会も近世期には寺院内の評議機関の1つに過ぎなくなるが、こうした寺院における集会と中世・近世における合議制による意思決定機能を有した「○○衆」と呼ばれる組織や惣村や都市などに見られる自治など、前近代の日本における自治制度の成立と結びつける考え方もある。